# Eberhard Möbius

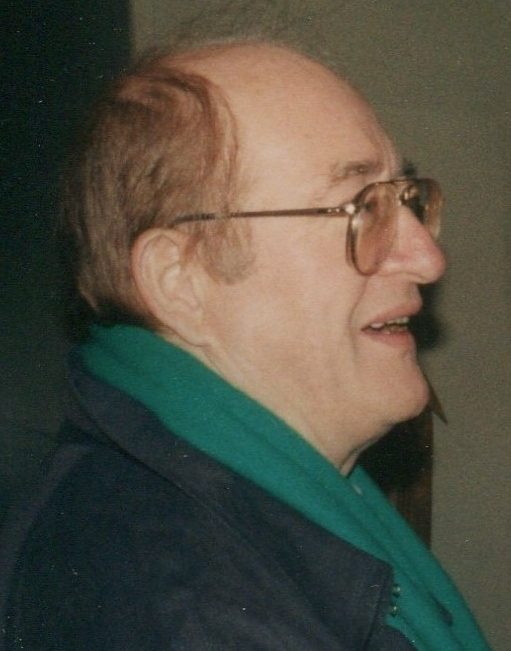
Eberhard Möbius (1990)

Eberhard Möbius (* 11. Oktober 1926 in Wernigerode; † 10. Juni 2020 in Hamburg) war ein deutscher Kabarettist, Schauspieler, Regisseur und Buchautor.

## Leben
Eberhard Möbius wurde als zweites Kind des Inhaberpaares des Papierwarengeschäfts Möbius in Wernigerode geboren und wuchs dort auf. Nach seiner Zeit beim Arbeitsdienst und dem Dienst bei der Marine begann er im November 1945 seine Schauspielerlaufbahn am Stadttheater Wernigerode, wo er die Rolle des Jakob in „Der Strom“ von Max Halbe spielte. Danach erhielt er Rollen an den Städtischen Bühnen Quedlinburg und am Harzer Bergtheater Thale. Später folgten Regiearbeiten an den Landesbühnen Sachsen und an der Felsenbühne Rathen. 1954 wurde er Schauspieldirektor am Stralsunder Theater. Als er im Januar 1958 mit seinem Ensemble ohne Genehmigung für ein Gastspiel im Jungen Theater von Friedrich Schütter in Barmbek aufgetreten war, wurde er dafür gerügt. Im November 1958 verließ er die DDR und siedelte über West-Berlin nach Hamburg über, wo er bis 1964 als Schiffs- und Kesselreiniger im Hafen arbeitete. Seit Mai 1959 war er neben dieser Arbeit im theater 53 tätig und inszenierte dort mehrere Theaterstücke. Im Jahr 1962 begann er als Dramaturg und Spielleiter im Jungen Theater zu arbeiten, das sich ab 1964 im heutigen Ernst-Deutsch-Theater befand. Seit 1971 war er künstlerischer Leiter des Theaters für Kinder von Uwe Deeken.

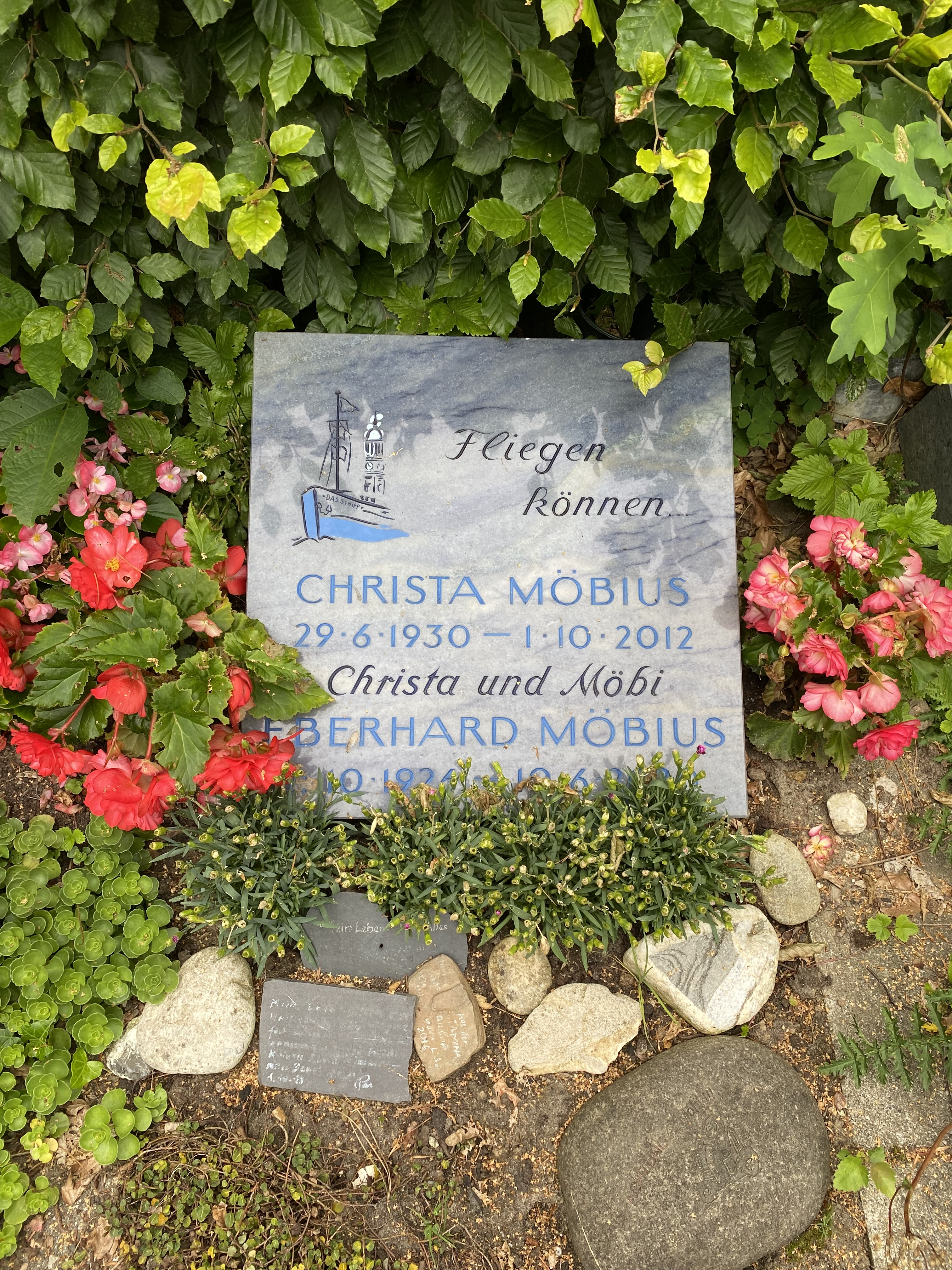
Grabstätte

Mit seiner Frau Christa, mit der er seit 1961 verheiratet war, erwarb er Das Schiff, in dem er 1975 ein schwimmendes Theater eröffnete. Seitdem organisierte Möbius auch das Hamburger Innenstadtfest „Alstervergnügen“. 1981 gestaltete er das Kulturprogramm der Bundesgartenschau in Kassel.
Außerdem veröffentlichte Möbius mehrere Bücher, darunter den Reisebericht über die Kinderrepublik „Bemposta“ und die Autobiographie „Bitte umblättern!“. Er war ferner Autor verschiedener Fernsehspiele und -serien des NDR. Möbius starb im Juni 2020 im Alter von 93 Jahren und wurde auf dem Nienstedtener Friedhof beigesetzt.
Der Senator für Kultur und Medien, Christian Brosda, ehrte Möbius als „ein Urgestein in der Kulturszene und untrennbar mit Hamburg verbunden.“
Die Stiftung St. Michaelis würdigt Eberhard Möbius mit einer eigenen Michel-Tafel. Die Tafel ist auf dem Boden vor dem Michel am 22. Oktober 2020 eingelassen worden.

## Werke (Auswahl)
- Die Kinderrepublik. Rowohlt, Reinbek bei Hamburg, 1973

## Ehrungen
- 1986: Bundesverdienstkreuz 1. Klasse
- 1989: Ehren-Schleusenwärter
- 1995: Biermann-Ratjen-Medaille
- 1998: Max-Brauer-Preis